# 溴化去氧尿苷
溴化去氧尿苷，Bromodeoxyuridine(5-bromo-2'-deoxyuridine, BrdU)是一種合成的核苷，他是胸腺嘧啶(thymidine)的類似物。BrDU普遍的使用於偵測活組織中增生細胞的量。
BrDU會被在複製中正在合成DNA的細胞(是為細胞週期中的S期)攝入，於複製DNA時取代胸腺嘧啶(thymidine)。接著用BrDU專一性抗體來偵測被攝入的BrDU(詳見免疫組織化學染色法)，如此一來可以得知細胞複製DNA的程度。DNA須經過變性(denaturation)才可和抗體結合，通常會用酸或熱來處理細胞。
因為BrDU會在DNA複製時取代胸苷，所以可能會造成突變。所以在使用過程中是有危險的。